# Iboga
Iboga (Tabernanthe iboga), afrička biljka. Uvrštena je u Hrvatskoj na temelju Zakona o suzbijanju zlouporabe droga na Popis droga, psihotropnih tvari i biljaka iz kojih se može dobiti droga te tvari koje se mogu uporabiti za izradu droga, pod Popis droga i biljaka iz kojih se može dobiti droga, pod 2. Popis psihotropnih tvari i biljaka, Odjeljak 1 - Psihotropne tvari sukladno Popisu 1. Konvencije UN-a o psihotropnim tvarima iz 1971. godine.
Grmolika je biljka koja raste u kišnim šumama. Korijenje sadrži ibogain koji se koirsti u tradicionalnom ritualima punoljetnosti u gabonskom plemenu Bwitiju. Prvo izvješće o medicinskom korištenju korijenja je iz 1864. godine. Liječnik francuske ratne mornarice Griffon du Bellay koristio je korijenje kao stimulus i afrodizijak, a u Francusku je korijenje donio iz Gabona i Konga. Poslije ga se koristilo u liječenju od ovisnosti, jer korisnici više nisu osjećali potrebu uzimati morfij. Ibogain iz ove biljke ipak nosi zdravstvene rizike. Potreban je strogi liječnički nadzor, jer usporava rad srca, u velikim dozama oštećuje mali mozak i to dio koji je povezan s motoričkim funkcijama.